# Квинт Волузий Флакк Корнелиан
Квинт Волузий Флакк Корнелиан (лат. Quintus Volusius Flaccus Cornelianus) — римский политический деятель второй половины II века.
Корнелиан происходил из рода Волузиев. Мало что известно о биографии. Он, возможно, был сыном или внуком консула 92 года Квинта Волузия Сатурнина. В 174 году Корнелиан занимал должность ординарного консула вместе с Луцием Аврелием Галлом. Имя Корнелиана упоминается в римском папирусе, датируемом периодом между 193 и 197 годом. Папирус, который написан на латинском и греческом содержит список солдат, возможно, кавалеристов. Папирус был, вероятно, позже повторно использован в качестве конверта для письма.